# Decantador

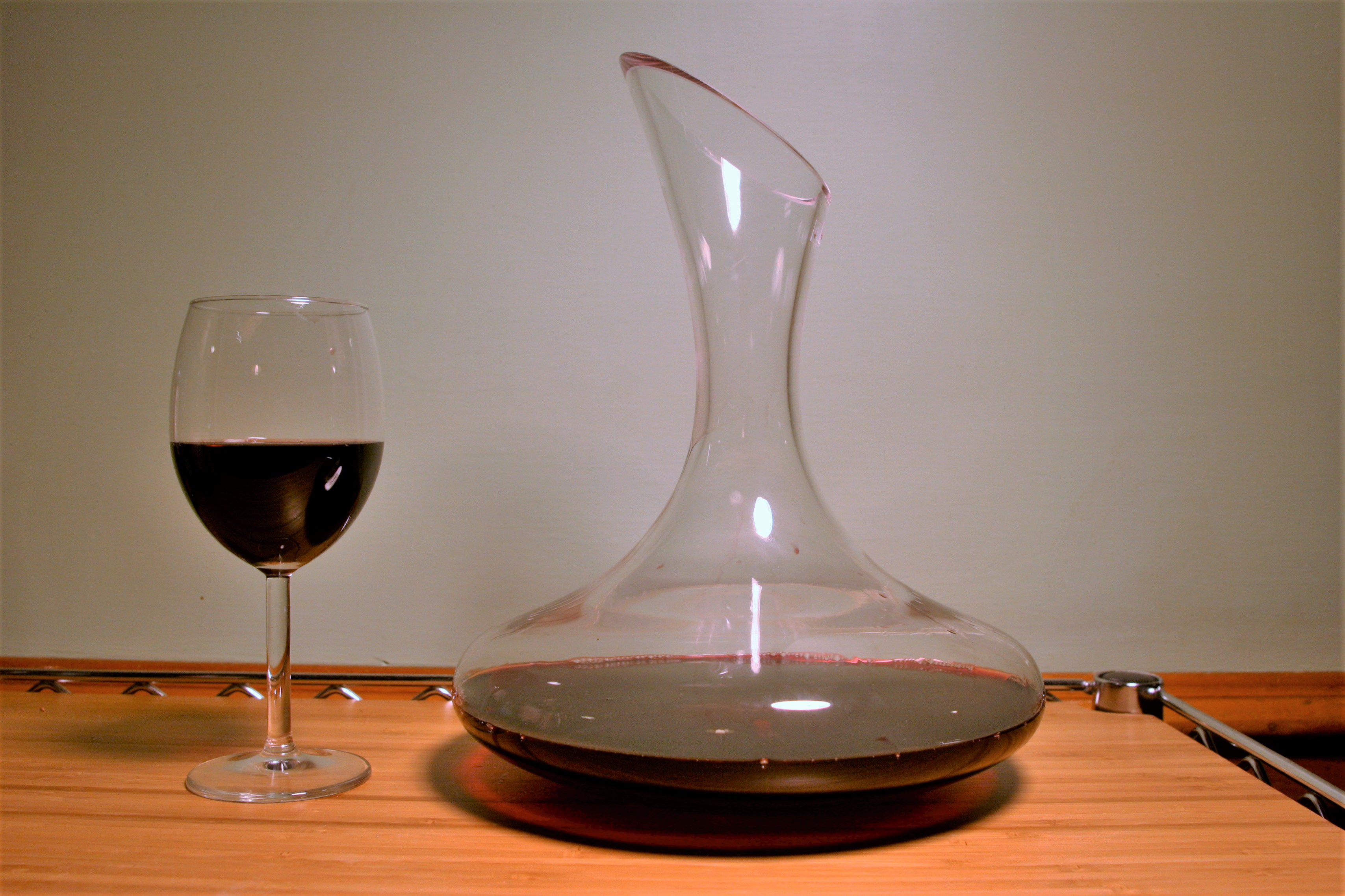
Decantador emprat per airejar alguns vins.

Un  decantador  és una mena de recipient en forma d'ampolla de vi amb un ampli cos amb la doble finalitat de decantar les restes sòlides del vi, a més de permetre-li  respirar  i que d'aquesta manera mostri millor la seua aroma. Els decantadors poden variar en volum, forma i disseny. Per regla general se solen fabricar amb materials inerts (com ara el vidre) i solen contenir en volum una ampolla estàndard de vi (0,75 litres).